# ولید زعیتر
ولید زعیتر (انگلیسی: Waleed Zuaiter؛ زادهٔ ۱۹ ژانویهٔ ۱۹۷۱) یک هنرپیشه عرب‌تبار اهل ایالات متحده آمریکا است.
از فیلم‌ها یا برنامه‌های تلویزیونی که وی در آن نقش داشته‌است می‌توان به ان‌سی‌آی‌اس: لس آنجلس، همسر خوب، به من دروغ بگو، بازدیدکننده، مردانی که به بزها خیره می‌شوند، اینجا و الان، امیره و عمر اشاره کرد.

## بخشی از فیلم‌شناسی

### فیلم
| سال  | عنوان                         |
| ---- | ----------------------------- |
| ۲۰۰۷ | بازدیدکننده                   |
| ۲۰۰۹ | ورونیکا تصمیم می‌گیرد بمیرد    |
| ۲۰۰۹ | مردانی که به بزها خیره می‌شوند |
| ۲۰۱۰ | سکس و سیتی ۲                  |
| ۲۰۱۱ | آسانسور                       |
| ۲۰۱۳ | عمر                           |
| ۲۰۱۶ | دنیای آزاد                    |
| ۲۰۱۶ | لندن سقوط کرده‌است             |
| ۲۰۱۶ | جیمی وست‌وود: قهرمان آمریکایی  |
| ۲۰۱۶ | زنان قرن بیستم                |
| ۲۰۱۸ | اینجا و الان                  |
| ۲۰۱۸ | باشگاه پسران بیلیونر          |
| ۲۰۱۸ | فرشته                         |
| ۲۰۲۱ | امیره                         |

## تلویزیون
| سال       | عنوان              |
| --------- | ------------------ |
| ۲۰۰۷      | یگان               |
| ۲۰۰۸      | خانه صدام          |
| ۲۰۰۹      | به من دروغ بگو     |
| ۲۰۰۹      | ان‌سی‌آی‌اس: لس آنجلس |
| ۲۰۱۰      | نجیب‌زادگان         |
| ۲۰۱۱      | میهن               |
| ۲۰۱۱      | همسر خوب           |
| ۲۰۱۲      | جانوران سیاسی      |
| ۲۰۱۳-۲۰۱۴ | انقلاب             |
| ۲۰۱۴      | افسانه‌ها           |
| ۲۰۱۴      | فهرست سیاه         |
| ۲۰۱۵      | خانه پوشالی        |
| ۲۰۱۵      | کارشناسان سکس      |
| ۲۰۱۶      | خانم وزیر          |
| ۲۰۱۶      | رفتار خوب          |
| ۲۰۱۷      | فرار از زندان      |
| ۲۰۱۸      | کربن تغییر یافته   |
| ۲۰۱۸      | کلونی              |
| ۲۰۱۹      | جاسوس              |
| ۲۰۲۰      | قلب بغداد          |
| ۲۰۲۰      | رامی               |
| ۲۰۲۱      | اسلو               |
| ۲۰۲۲      | خلافکاران لندن     |